# 凯勒流形
在数学中，一个凯勒流形（Kähler manifold）是具有满足一个可积性条件的酉结构（一个U(n)-结构）的流形。特别地，它是一个黎曼流形
、复流形以及辛流形，这三个结构两两相容。
这个三位一体结构对应于将酉群表示为一个交集：
{\displaystyle U(n)=O(2n)\cap GL(n,\mathbf {C} )\cap Sp(2n).}
若没有任何可积性条件，类似的概念是一个殆埃尔米特流形。如果辛结构是可积的（但复结构不要求），则这个概念是殆凯勒流形；如果複结构是可积的（但辛结构不要求），则为埃尔米特流形。
凯勒流形以数学家埃里希·凯勒命名，在代数几何中占有重要的地位：它们是複代数簇的一个微分几何推广。

## 定义
带有一个埃尔米特度量的流形是殆埃尔米特流形；凯勒流形是带有满足一个可积性条件的埃尔米特度量的流形，它有多种等价的表述。
凯勒流形可以多种方法刻画：它们通常定义了具有一个附加结构的复流形（或具有附加结构的辛流形，或具有附加结构的黎曼流形）。
可以将这三个结构之间的联系总结为 {\displaystyle h=g+i\omega }，这里 h 是埃尔米特形式，g 是黎曼度量，i 是殆复结构，而 {\displaystyle \omega } 是殆辛结构。
复流形 M 上一个凯勒度量是切丛 {\displaystyle TM} 上一个埃尔米特度量，满足一个有多种等价刻画的条件（最几何的方式是由度量诱导的平行移动在切空间上给出复线性映射）。利用局部坐标它规定如下：如果
{\displaystyle h=\sum h_{i{\bar {j}}}\;dz^{i}\otimes d{\bar {z}}^{j}}
是埃尔米特度量，则伴随的凯勒形式定义为（在差一个因子 i/2 的意义下）
{\displaystyle \omega =\sum h_{i{\bar {j}}}\;dz^{i}\wedge d{\bar {z}}^{j}}
是闭的：即 dω = 0。如果 M 带有这样一个度量则称之为凯勒流形。
凯勒流形上的度量局部满足
{\displaystyle g_{i{\bar {j}}}={\frac {\partial ^{2}K}{\partial z^{i}\partial {\bar {z}}^{j}}}}
对某个函数 K，称为凯勒势。卡拉比率先考虑了凯勒流形上的微分几何问题，特别是典则度量（包括凯勒-爱因斯坦，常数量曲率凯勒度量和极值度量）的存在性与唯一性问题。丘成桐于七十年代取得了突破性进展，近年来此问题取得了数学界极其广泛的关注，属于微分几何中的中心问题之一。
一个凯勒流形，伴随的凯勒形式和度量叫做凯勒-爱因斯坦（Kähler-Einstein，有时也叫爱因斯坦-凯勒）的当且仅当其里奇张量与度量张量成比例，{\displaystyle Ric\;g=\lambda g}，对某个常数 λ。这个名称是为了纪念爱因斯坦关于宇宙常数的考虑。更多细节见爱因斯坦流形一文。

## 例子
1. 复欧几里得空间 Cn 带着标准埃尔米特度量是一个凯勒流形。
2. 环面 Cn/Λ（Λ 为一完全格）由 Cn 上继承一个平坦度量，从而是一个紧致凯勒流形。
3. 黎曼曲面上每个黎曼度量是凯勒的，因为 ω 闭的条件在（实）2 维是平凡的。
4. 复射影空间 CPn 有一个齐性凯勒度量，富比尼–施图迪度量。向量空间 Cn + 1 上一个埃尔米特形式定义了 GL(n + 1,C) 中一个酉子群；一个富比尼–施图迪度量在差一个位似（整体缩放）的意义下由这样一个 U(n+1) 作用下的不变性决定；由初等线性代数，任何两个富比尼–施图迪度量在 CPn 的一个投影自同态下是等距的，故无需言明通常就说富比尼–施图迪度量。
5. 一个凯勒流形的複流形上的诱导度量是凯勒的。特别地，任何施坦流形（嵌入 Cn）或代数簇（嵌入 CPn）是凯勒型的。这对它们的分析理论是基本的。
6. 单位复球体 Bn 有一个凯勒度量叫做伯格曼度量，具有常全纯截面曲率。
7. 每个K3曲面是凯勒的（得自萧荫堂的一个定理）。

凯勒流形的一个重要子类是卡拉比–丘流形。

## 自稱證實
2021年11月3日，科技日報自稱中国科学技术大学的几何物理中心创始主任陈秀雄教授与合作者程经睿解决了若干有关凯勒流形上常标量曲率度量和卡拉比极值度量的问题。他們還在刊物《美国数学会杂志》上發表兩篇論文。